# Onthophagus granulifrons
Onthophagus granulifrons là một loài bọ cánh cứng trong họ Bọ hung (Scarabaeidae).